# David Wilkie (malarz)

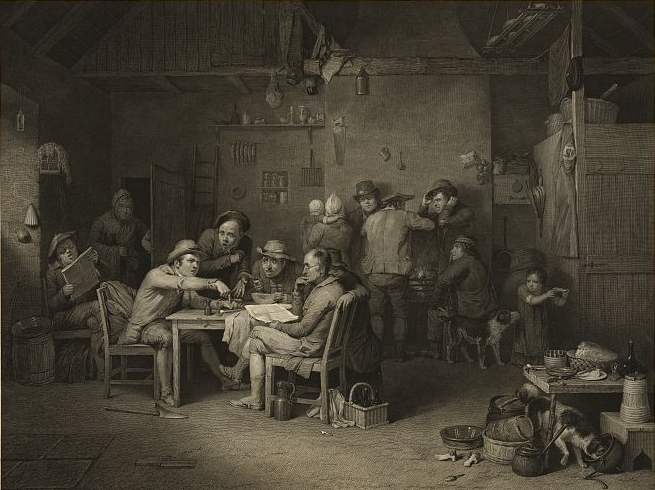
Rycina wykonana na podstawie obrazu Wiejscy politycy, 1813

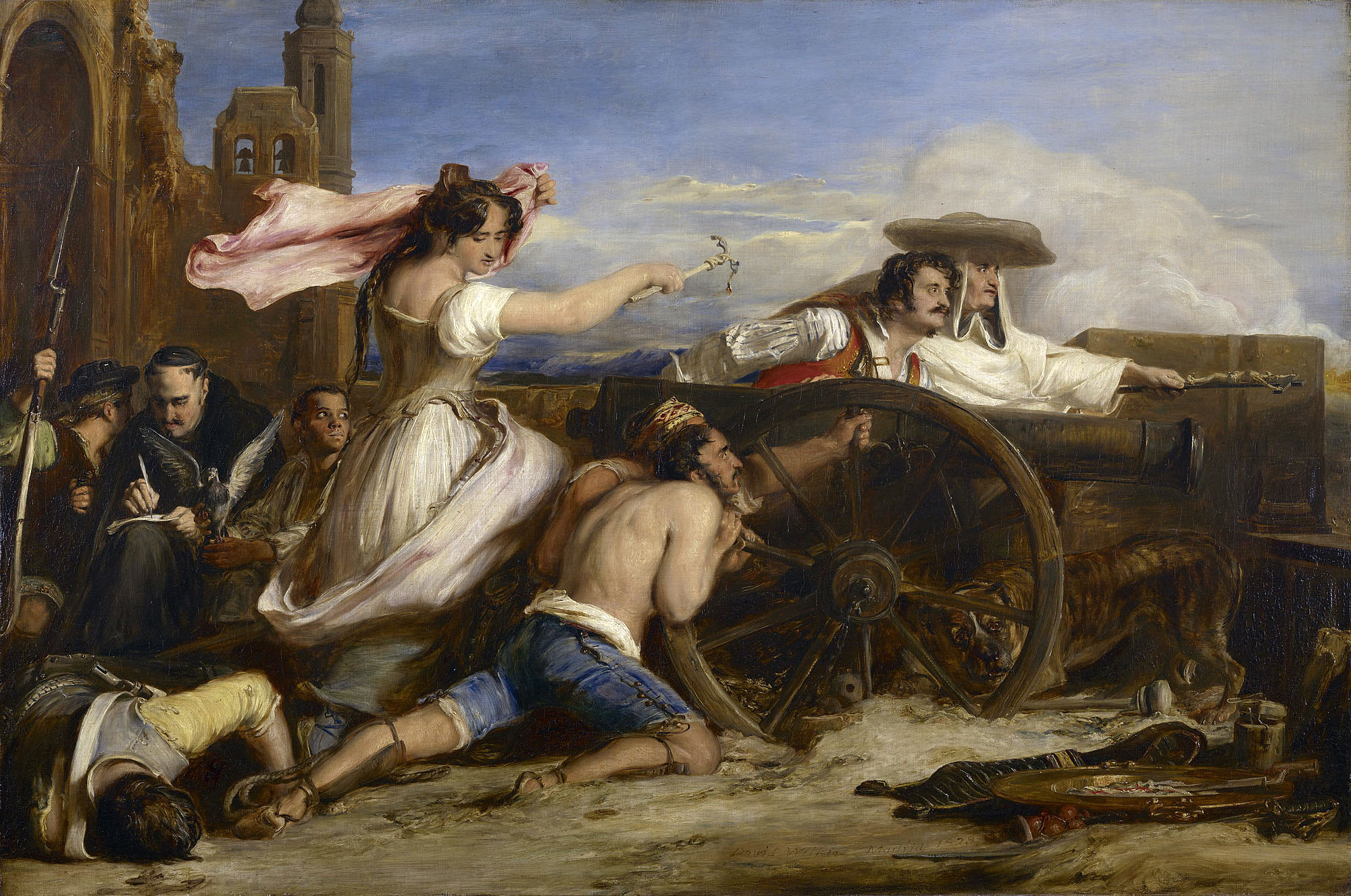
Obrona Saragossy, 1828

Sir David Wilkie (ur. 18 listopada 1785, zm. 1 czerwca 1841) – szkocki malarz historyczny i portrecista.
Urodził się w szkockim hrabstwie Fife w rodzinie pastora. Studiował w Trustees Drawing Academy w Edynburgu i Royal Academy w Londynie. Pierwsze prace wystawił w 1806 szybko zdobywając popularność. Początkowo malował barwne sceny rodzajowe z życiach chłopów, podobne do obrazów Davida Teniersa. W 1809 został członkiem stowarzyszonym Royal Academy, a już 2 lata później uzyskał pełne członkostwo. W 1830 został malarzem nadwornym króla Wilhelma IV i 1836 otrzymał tytuł szlachecki. W tym czasie malował przede wszystkim portrety i obrazy przedstawiające współczesne mu wydarzenia. Jego styl stopniowo ewoluował pod wpływem licznych podróży, w 1814 i 1821 był w Paryżu, zwiedzał Belgię i Holandię. W latach 1825–1828 przebywał we Włoszech, w Hiszpanii, Niemczech i Austrii, gdzie studiował dzieła dawnych mistrzów.
W 1840 Wilkie wyjechał do Ziemi Świętej, by przygotować się do malowania obrazów o tematyce religijnej. Zmarł podczas powrotu z Bliskiego Wschodu i został pochowany w morzu pod Gibraltarem. Jego śmierć i pogrzeb zainspirowały Williama Turnera do namalowania obrazu Burial at Sea (Pogrzeb na morzu).
Liczne prace artysty znajdują się głównie w muzeach i galeriach brytyjskich m.in. w Birmingham Museums & Art Gallery, National Galleries of Scotland w Edynburgu i Royal Academy of Arts Collection w Londynie.
David Wilkie był ojcem chrzestnym Wilkie Collinsa, angielskiego powieściopisarza, dramaturga i autora opowiadań.